# Замок Корецьких (Лісники)
Замок князів Корецьких у селі Лісники Обухівського району існував у XVI—XVII сторіччях.
Замок був дерев'яною спорудою з земляними укріпленнями, і тому припинив існування ще в давнину. Проте від нього залишилися рештки укріплень і культурний шар (замчище, тобто рештки замку), що становлять наукову цінність і частково були розкопані археологами. Це було єдине відоме пізньосередньовічне замчище Середнього Подніпров'я, не пошкоджене забудовою, доки в 2008—2010 роках на ньому не з'явився двоповерховий приватний будинок.

## Історичний нарис
1 серпня 1596 року волинський князь Яким Богушевич з роду Корецьких купив дві частини Лісників і поселився там з дружиною Ганною, уродженою Ходкевич. Яким Корецький присвятив життя військовим походам, натомість Ганна жила в Лісниках постійно. Збереглися згадки про те, як у першій чверті XVII ст. вона судилася з монастирями за сусідні землі. У відповідних документах Лісники названо не селом, а містом, можливо, саме через наявність замку.
1612 року помирає Яким Корецький, а 1626 — Ганна. Відомо, що їхній син Кароль 1628 року ще володів Лісниками, бо зберігся запис про отримання ним чиншу з 10 лісниківських димів, 20 підсусідків, млина і попа. У 1633 році Кароль помер, а його єдиного брата Самійла вбили турки ще 1622 року. Останній князь Корецький, син Кароля Самуель-Кароль помер бездітним у 1651 році.
У 1644 р. власником Лісників був вже магнат Данило Голуб, а під час Хмельниччини (1648—1657) там було козацьке самоврядування. Опісля того, за Руїни, Лісники, на думку історика С. В. Шамрая, збезлюдніли. У 1670 р. гетьман Петро Дорошенко передав їх Видубицькому Михайлівському монастирю. У наказі Дорошенка Лісники названі вже селом і колишнім містечком. Доля замку після Корецьких невідома, можливо, його зруйновали в роки Хмельниччини.

## Загальний опис
Замок стояв на узвишші, яке й досі називається Замковою горою. Вона розташована на північ від центру села, між вулицями Клубна та Високий Замок. Сягає висоти 30 м над долиною поруч. Висота вершини над рівнем моря — 149,4 м. Замкова гора є частиною плато-останцю радше ніж окремою горою. Це випин або мис плато, що виступає на південний захід і з цього боку уривається стрімким схилом. Інші назви цієї місцини — урочище Замок та урочище Городок.
Замчище розміщене на майданчику розміром близько 30x30 м. На плані 1874 року, складеному Миколою Бранденбургом, воно має п'ятикутну форму. Це підтвердив 1895 року Володимир Антонович, додавши, що периметр замчища становить 95 саженів (приблизно 200 м).
Бранденбург зафіксував наявність на схилі гори під замчищем ескарпу з ровом. 1911 року Леонід Добровольський писав, що на цей час від замку вже фактично не збереглося земляних або інших укріплень, проте 2005 року група співробітників Інституту археології НАН України відзначила наявність невисокого валу, тераси та ескарпу з південного боку замчища. Мис плато, частина його схилів та тераса на цей час були зайняті городами. 2008 року під час огляду свіжого будівельного котловану на замчищі археологи помітили заповнене гумусом заглиблення, яке могло бути середньовічним ровом.

## Історія досліджень

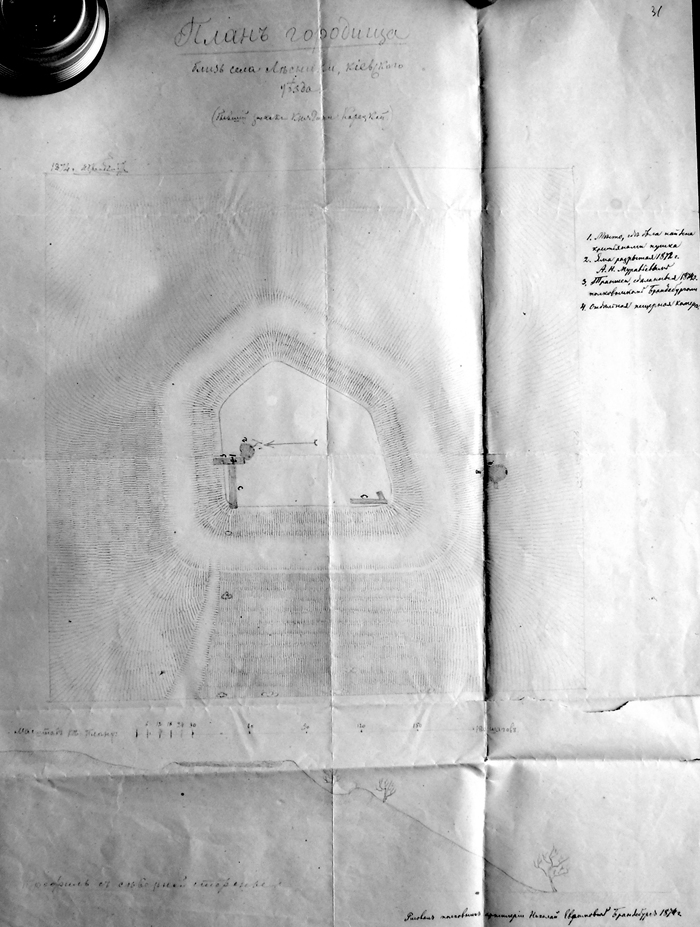
План замчища та профіль Замкової гори, складені Миколою Бранденбургом (1874)

В XIX столітті розкопки пам'ятки провадив письменник, краєзнавець та збирач старожитностей Андрій Муравйов. Після нього, 1874 року, замчище Корецьких розкопував військовик і археолог Микола Бранденбург. Він знайшов кілька предметів старовини, склав план пам'ятки з позначенням місць розкопок, як своїх, так і Муравйова, і намалював профіль гори в напрямку північ-південь.
У 1950-х роках об'єкт дослідив студент А. М. Кірпічников під керівництвом П. О. Раппопорта у ході експедиції «Великий Київ».
У червні 2004 року виїзна комісія Київського обласного центру охорони та наукових досліджень пам'яток культурної спадщини зафіксувала, що об'єкт зайнятий городами і руйнується лише ерозією. На поверхні землі та у відслоненні схилу було знайдено фрагменти середньовічної кераміки.
2005 року на замчищі працювали науковці з Інституту археології НАН України, виконуючи прохання Лісниківської сільради обстежити територію села щодо пам'яток культурної спадщини.

## Знахідки
1874 року Микола Бранденбург розкопав на замчищі гармату, вриту в вал, скляне «гало» (кулю), кахлі, залізні спис, стремено, ніж та ложку.
Володимир Антонович у своїй роботі 1895 року згадує знайдений у Лісниках скарб польських та західноєвропейських монет XVII століття, не уточнюючи обставин. У пізнішій літературі цей скарб згадується як знайдений саме на замчищі.
У 2000-х роках співробітники Інституту археології НАН України виявили на стінці ескарпу сліди котлованів колишніх споруд та культурний шар товщиною до 1 метра. Він містив вугілля та глиняну обмазку. В одному місці було видно дерев'яну колоду. На замчищі знайшли сотні фрагментів керамічного посуду, переважно горщиків, уламки скла, пічних кахлів, люльок, солід 1660-х років (переданий на зберігання в місцеву школу), а також 2 копійки 1820 року. Пізньосередньовічний культурний шар виявлено й навколо мису на відстанях до 100 м. Знахідки переважно належать до кінця XVI — середини XVII століття. Поруч було виявлено уламки трипільської кераміки.

## Охоронний статус

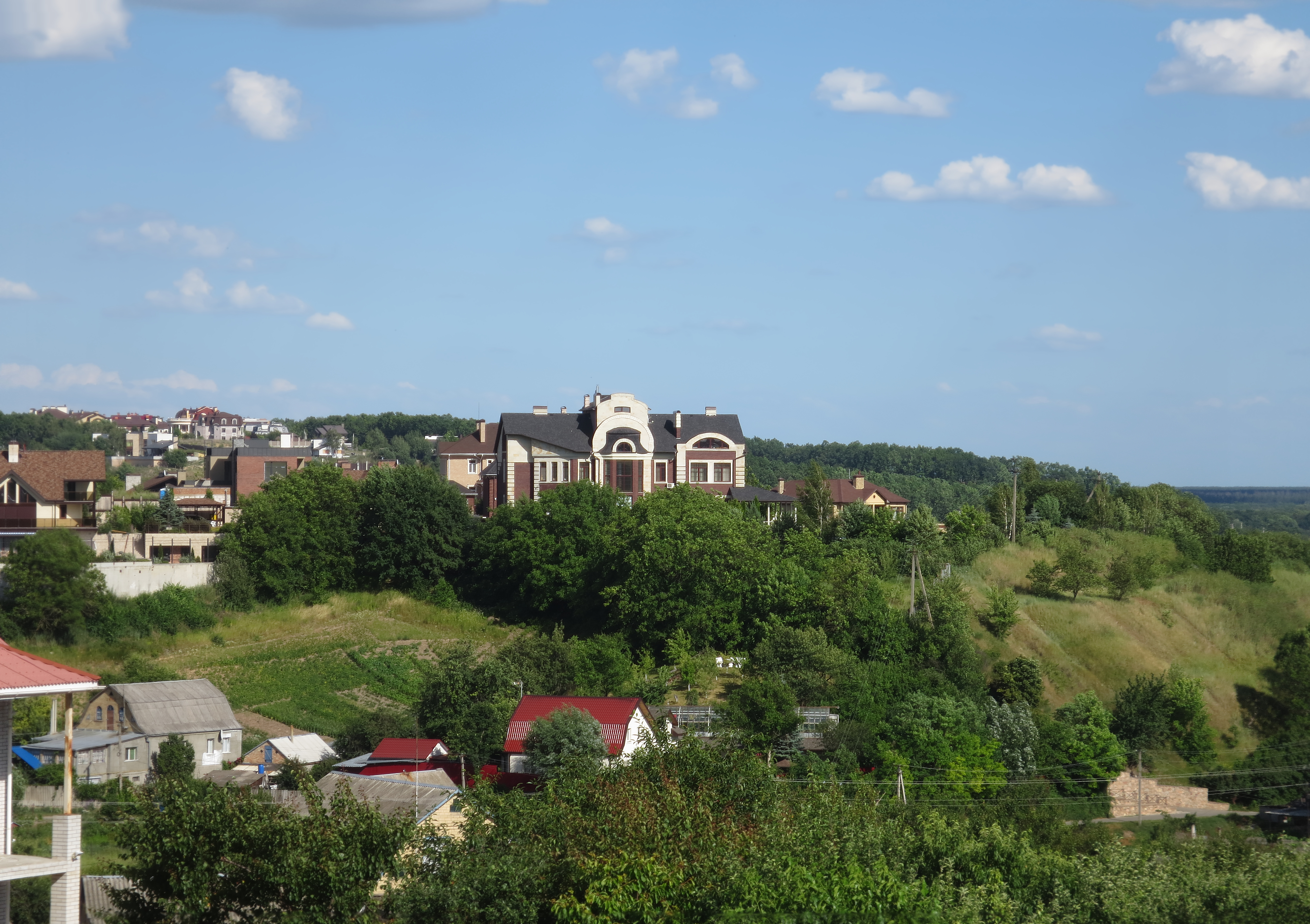
Замкова гора. У центрі будинок 2008 року побудови.

Замчище князів Корецьких було включене до Переліку пам'яток культурної спадщини України, затвердженого Київською обласною радою 19.06.2003 р., запропонованих до занесення до Державного реєстру пам'яток культурної спадщини України. За результатами обстеження 2004 року і з огляду на активну приватизацію землі було підняте питання про охорону пам'ятки. Сільського голову було попереджено про необхідність контролю її стану. За результатами обстеження пам'яток Лісників 2005 року був підготовлений звіт Інституту археології, доведений до відома сільради. Замчище Корецьких та інші зафіксовані у звіті пам'ятки були позначені в новому генеральному плані Лісників.
Додатково Замковій горі планувалося надати статус комплексної пам'ятки природи місцевого значення. Хоча гора до забудови 2008 року була частково зайнята городами, на ній зберігалися степові рослинні угруповання з регіонально рідкісними видами: гвоздикою перетинчастою та анемоною лісовою. Було складено наукове обґрунтування для оголошення пам'ятки на площі 0,35 га.

## Забудова
У жовтні 2008 року на Замковій горі почалося будівництво приватного двоповерхового будинку з басейном, присадибною ділянкою та огорожею на фундаменті. Відведення землі та будівельні роботи не погоджувалися органами охорони культурної спадщини, і роботам не передувало повне археологічне дослідження об'єкта, як того вимагає закон. З цього приводу Інститут археології зробив звернення до органів державної влади та пам'яткоохоронних структур. Комісія обласного Центру охорони та наукових досліджень пам'яток культурної спадщини надіслала сільському голові припис по факту порушення законодавства. Наслідків це не мало. 12 серпня 2009 р. Києво-Святошинська районна державна адміністрація рекомендувала призупинити будівництво і перевірити наявність дозволів, що так само не було зроблено. Усім цим було порушено кілька вимог закону України «Про охорону культурної спадщини».
Попри важкі ушкодження пам'ятки, вона не повністю знищена і все ще становить інтерес для наукових досліджень.